# Michael Zohary
Michael Zohary (1898 - 15 de abril de 198 ) (en hebreo: מיכאל זהרי‎) fue un botánico y explorador pionero polaco israelí que publicó la monumental Geobotanical Foundations of the Middle East. Fue responsable de introducir el importante principio de antitelecoria que sostiene que la germinación de plantas de desierto se asegura con una dispersión cercana a la planta progenitora.
Zohary emigra en 1920 desde su natal Polonia (nacido como Schein) hacia Palestina.

## Algunas publicaciones
- Zohary M. 1937. Die verbreitungsökologischen Verhältnisse der Pflanzen Palaestinas. Beiheifte zum Botanischen Zentralblatt 61A : 1-155
- ----. 1962. The Plant Life of Palestine
- ----. 1963. Geobotanical outline map of Iran. Ed. Weizmann Science Press of Israel

### Libros
- Zohary, M; Naomi Feinbrun-Dothan. Flora Palaestina. Part 1. Equisetaceae to Moringaceae; Part 2. Platanaceae to Umbelliferae; Part 3. Ericaceae to Compositae. Jerusalem, Academy of Sciences and Letters. 1966-79. Textvolumes and Plate volumes
- Zohary, M. 1973. Geobotanical foundations of the Middle East. Stuttgart, G. Fischer. 2 v. (x, 738 pp.) illus. 25 cm. ISBN 90-265-0157-9
- ----. 1982. Vegetation of Israel and Adjacent Areas. Ed. in Kommission bei L. Reichert. 166 pp. ISBN 3-88226-125-0
- ----. 1983. Plants of the Bible : A Complete Handbook to All the Plants With 200 Full-Color Plates Taken in the Natural Habitat. Ed. Cambridge Univ Pr. ISBN 0-521-24926-0
- ---- †, D Heller, CC Heyn. 1990. Conspectus Florae Orientalis : An Annotated Catalogue of the Flora of the Middle East. Ed. Israel Academy of Sciences and Humanities. ISBN 965-208-020-9

- La abreviatura «Zohary» se emplea para indicar a Michael Zohary como autoridad en la descripción y clasificación científica de los vegetales.[2]